# Tachygyna alia
Tachygyna alia Millidge, 1984 è un ragno appartenente alla famiglia Linyphiidae.

## Caratteristiche
Gli esemplari maschili hanno lunghezza totale 1,55 mm; il cefalotorace è lungo 0,67 mm.

## Distribuzione
La specie è stata rinvenuta negli USA: l'olotipo maschile è stato reperito presso Macdoel, nella contea californiana di Siskiyou, nel giugno 1962; non sono noti esemplari femminili

## Tassonomia
Al 2013 non sono note sottospecie e non sono stati esaminati nuovi esemplari dal 1984.